# Sedaka's Back
Sedaka's Back es un álbum recopilatorio del cantautor estadounidense Neil Sedaka. Fue publicado en octubre de 1974 a través de The Rocket Record Company.

## Lista de canciones
Todas las canciones escritas y compuestas por Neil Sedaka y Phil Cody, excepto donde esta anotado. 
| Lado uno |                                  |              |                                |          |  |
| N.º      | Título                           | Escritor(es) | Lanzamiento original           | Duración |  |
| 1.       | «Standing on the Inside»         | Sedaka       | The Tra-La Days Are Over, 1973 | 3:55     |  |
| 2.       | «That's When the Music Takes Me» | Sedaka       | Solitaire, 1972                | 3:35     |  |
| 3.       | «Laughter in the Rain»           |              | Laughter in the Rain, 1974     | 2:50     |  |
| 4.       | «Sad Eyes»                       |              | Laughter in the Rain, 1974     | 3:38     |  |
| 5.       | «Solitaire»                      |              | Solitaire, 1972                | 5:02     |  |
| 6.       | «Little Brother»                 |              | The Tra-La Days Are Over, 1973 | 3:27     |  |

| Lado dos |                              |                          |                                |          |  |
| N.º      | Título                       | Escritor(es)             | Lanzamiento original           | Duración |  |
| 1.       | «Love Will Keep Us Together» | Sedaka Howard Greenfield | The Tra-La Days Are Over, 1973 | 3:35     |  |
| 2.       | «The Immigrant»              |                          | Laughter in the Rain, 1974     | 4:23     |  |
| 3.       | «The Way I Am»               |                          | Laughter in the Rain, 1974     | 3:50     |  |
| 4.       | «The Other Side of Me»       | Sedaka Greenfield        | The Tra-La Days Are Over, 1973 | 3:34     |  |
| 5.       | «A Little Lovin'»            |                          | Laughter in the Rain, 1974     | 2:52     |  |
| 6.       | «Our Last Song Together»     | Sedaka Greenfield        | The Tra-La Days Are Over, 1973 | 4:00     |  |

## Posicionamiento

### Gráfica semanal
| Gráfica (1975–76)                         | Pico de posición |
| ----------------------------------------- | ---------------- |
| Estados Unidos (Billboard Top LPs & Tape) | 23               |
| Canadá (RPM Top Albums)                   | 23               |

### Gráfica de fin de año
| Gráfica (1975)          | Pico de posición |
| ----------------------- | ---------------- |
| Canadá (RPM Top Albums) | 76               |

## Certificaciones y ventas
| País                                                     | Certificación | Ventas   |
| -------------------------------------------------------- | ------------- | -------- |
| Canadá (Music Canada)                                    | Oro           | 50 000*  |
| Estados Unidos (RIAA)                                    | Oro           | 500 000* |
| *cifras de ventas basadas únicamente en la certificación |               |          |